# Zsupos Lajos
Zsupos Lajos (Balmazújváros, 1937. március 10. – 2022. szeptember 2.) magyar mezőgazdasági agrármérnök, politikus, országgyűlési képviselő.
Kutatási területe a mélyfekvésű homoktalajok vízforgalma volt.

## Életpályája

### Iskolái
Az általános iskolát Balmazújvárosban végezte el. 1954-ben érettségizett a Debreceni Mezőgazdasági Technikumban. 1956–1957 között, valamint 1958–1961 között a Debreceni Agrártudományi Egyetem hallgatója volt. 1967–1969 között a Gödöllői Agrártudományi Egyetem Öntözési Karán tanult.

### Pályafutása
1954–1956 között a Hortobágyi Állami Gazdaság általnáos agronómusa volt. 1957–1958 között segédmunkásként dolgozott. 1961–1962 között a darvasi Állami Gazdaság ágazatvezetőjeként tevékenykedett. 1962–1967 között a Földművelésügyi Minisztérium öntözési szaktanácsadója volt. 1967–1972 között a debreceni Vízgazdálkodási Társulatok együttműködési csoportjának meliorációs tervezési csoportvezetője volt. 1972–1990 között a Debreceni Agrártudományi Egyetem Termelésfejlesztési Intézetének műszaki-gazdasági tanácsadója volt; meliorációs tervezéssel és mezőgazdasági vízhasznosítással foglalkozott.

### Politikai pályafutása
1956-ban az Egyetemi Forradalmi Bizottság tagja volt. 1989-től az MDF tagja volt. 1990–1992 között a Gazdasági bizottság tagja volt. 1990–1994 között országgyűlési képviselő (Balmazújváros) volt. 1992–1994 között a Mezőgazdasági bizottság tagja volt.

## Családja
Szülei Zsupos Lajos és Tóth Margit voltak. 1984-ben házasságot kötött Oláh Ilona Ágnes mikrobiológussal. Két fia született: Attila (1962–) és Lajos (1986–).